# Supercoppa russa 2024 (pallavolo maschile)
La Supercoppa russa 2024, 17ª edizione della Supercoppa nazionale maschile di pallavolo, si è svolta il 4 settembre 2024: al torneo hanno partecipato due squadre di club russe e la vittoria finale è andata per la decima volta, la seconda consecutiva, alla Zenit-Kazan.

## Formula
La formula ha previsto una gara unica.

## Squadre partecipanti
| Squadra      | Qualificazione                                    |
| ------------ | ------------------------------------------------- |
| Dinamo Mosca | Finale play-off scudetto Superliga 2023-24        |
| Zenit-Kazan  | Vincitrice Coppa di Russia 2023/Superliga 2023-24 |

## Torneo
| 4 settembre 2024 Centr Sankt-Peterburg, Kazan' Durata: 1h:34 - Spettatori: ? | Zenit-Kazan | 3 - 0 | Dinamo Mosca | 25-21, 25-20, 25-23 |